# Przecznicki Potok
Przecznicki Potok – potok długości ok. 4 km, dopływ trzeciego stopnia rzeki Kwisy, wypływający na wysokości ok. 710 m n.p.m. z wzniesienia Blizbor w Gór Izerskich powyżej (na południowy zachód) wsi Przecznica i przepływający przez nią z południa na północ, a w sąsiedniej wsi Mlądz wpadający do potoku Mrożynka. Lokalizacja (współrzędne geograficzne) ujścia: 50°56′12″N 15°26′20″E/50,936667 15,438889 na wysokości ok. 400 m n.p.m. W dolinie Przecznickiego Potoku wydobywano w od XVI wieku rudę cyny, a od XVII wieku – kobaltu.
Jest lewym dopływem Mrożynki, do której wpada już na obszarze Pogórza Izerskiego.
Do roku 1945 Przecznicki Potok nosił niem. nazwę Querbach oznaczającą to samo, co dzisiejsza nazwa polska: "poprzeczny potok"; taką samą niemiecką nazwę nosiła też wieś Przecznica leżąca w jego dolinie.